# فيلاييرنو مورجوايلاس
بلدية فيلاييرنو مورجوايلاس (بالإسبانية: Villayerno Morquillas)‏, هي إحدى بلديات مقاطعة برغش, التي تقع في منطقة قشتالة وليون, والتي تقع في شمال غرب إسبانيا.
يبلغ عدد سكانها 190 نسمة وفقاً لإحصائية سنة (2002).